# Macrocarpaea browallioides
Macrocarpaea browallioides är en gentianaväxtart som först beskrevs av Joseph Andorfer Ewan, och fick sitt nu gällande namn av André Georges Marie Walter Albert Robyns och S.Nilsson. Macrocarpaea browallioides ingår i släktet Macrocarpaea och familjen gentianaväxter. Inga underarter finns listade i Catalogue of Life.